# Chernikovsk
Chernikovsk (Tsjernikovsk) is een opgeheven stad in de Basjkierse Autonome Socialistische Sovjetrepubliek, die zich had ontwikkeld uit de arbeidersnederzettingen rond een motorfabriek en een houtpanelenfabriek. De fusie van de steden Chernikovsk en Oefa vond plaats op 24 juli 1956.
Tegenwoordig is dit het historische stadsdeel Chernikovka van de stad Oefa.

## Bevolking
In 1939 – 49.000 personen, in december 1948 – 96.900, in 1956 – 215.500.

## Architectuur
De eerste projecten voor de ontwikkeling en bouw van de stad werden in 1942-1943 voorgesteld door de architect V. L. Feldshtein, die uit Odessa was geëvacueerd. Het project van de stad Chernikovsk werd ontwikkeld door Salomeya Gelfer. De hoofdarchitect van de stad Chernikovsk in 1948-1956 was Margarita Kupriyanova.